# Dipartimento di Guéyo
Il dipartimento di Guéyo è un dipartimento della Costa d'Avorio. È situato nella regione di Nawa, distretto di Bas-Sassandra.
Nel censimento del 2014 è stata rilevata una popolazione di 83.680  abitanti. . 
Il dipartimento è suddiviso nelle sottoprefetture di Dabouyo e Guéyo. 